# Кетлер, Готхард
Го́тхард Ке́тлер (нем. Gotthard von Kettler, также Ketteler; 2 февраля 1517 — 17 мая 1587) — последний ландмейстер Тевтонского ордена в Ливонии (1559—1561) и первый герцог Курляндии и Семигалии (1561—1587).

## Биография

### Ранние годы
Готхард Кетлер происходил из небогатого вестфальского рода так называемых "низших дворян" (Niederadel). Девятый ребёнок в семье немецкого рыцаря Готхарда Кетлера (ок. 1480—1556) и его жены Сибиллы Софии фон Нессельроде (1490—1571). Его старший брат, Вильгельм Кетлер (ум. 1557), был епископом Мюнстера.
Юность Кетлера началась с военной службы в качестве юнкера при дворе курфюрста и архиепископа Кёльнского Германа фон Вида (1477-1552).
В 1538 году Готхард в поисках более заметной должности и заработка вместе с несколькими товарищами прибыл в Ливонию и вступил в Ливонский орден, приняв монашеский обет.

### Карьера в Ливонском ордене
Молодой человек хорошо себя зарекомендовал и уже в 1551 г. получил должность орденского управляющего (Schaffer) в главной орденской резиденции, Вендене.
Орден в это время ослабел и нуждался в могучем союзнике, способном уберечь владения рыцарства и епископов от внешних угроз, прежде всего со стороны Великого княжества Московского, стремившегося с периода царствования Иоанна III Васильевича (1462-1505) заполучить выход к торговым путям на Балтийском море. В этой сложной политической обстановке Кетлер показал себя хитроумным дипломатом.
В 1554 году Готхард стал комтуром Динабурга, на границе с Великим княжеством Литовским. Он наладил  отношения с литовскими аристократами, в том числе влиятельным Виленским воеводой, князем Николаем Христофором Радзивиллом Чёрным (1515-1565). Кетлер становится сторонником польской партии в Ливонском ордене.
Кетлер приобретает репутацию одного из наиболее влиятельных дипломатов ордена: ему поручают переговоры о военной помощи с князьями Священной Римской империи, высшей аристократией Литвы и Польши.

### Междоусобная война и Позвольский мир
Являясь формально вассалом императора Священной Римской империи, Орден никакой поддержки от него не получал. Не было единства и внутри созданной в XV в. Ливонской конфедерации: понимая недостаточность своих сил, её члены расходились в способах обеспечить сохранность своих владений. Одна из партий считала, что нужно сохранять независимость и просить поддержки у германских князей; другие стремились к заключению военного союза или даже унии с Польшей; третьи обращали взоры на Швецию.
В 1554-1557 гг. между политическими силами Ливонской конфедерации разгорелась междоусобная война, поводом к которой был конфликт рижского архиепископа Вильгельма Бранденбург-Ансбахского (1539-1561) и ландмейстера Ливонского ордена Генриха фон Галена (ок. 1480-1557) из-за назначения коадъютором первого родственника польского короля Сигизмунда II Августа, герцога Христофора Мекленбург-Шверинского. Гален расценил это как движение к передаче Ливонии под власть Польши и на ландтаге объявил войну архиепископу.
Гален назначил своим коадъютором  Иоганна Вильгельма фон Фюрстенберга, сторонника независимости ордена. Будучи приверженцем союза с Польшей, Готхард Кетлер в этой междоусобице сохранил верность руководству ордена и в 1556 г. отправился в германские земли вербовать ландскнехтов. Несколько переправленных им  отрядов сформировали войско во главе с Фюрстенбергом, которому летом 1556 г. удалось пленить архиепископа и захватить многие его владения. Это спровоцировало ответные действия короля Сигизмунда, выдвинувшего к границам Ливонского ордена крупную армию весной следующего года. Под таким давлением  Фюрстенберг в мае 1557 г. был вынужден заключить в Посволе мирный договор с противником, признав все его права и обязавшись возместить нанесённый ущерб. В заключении этого договора посредническую роль сыграл Кетлер: находясь во время переговоров в Германии, он через своих сторонников убеждал Фюрстенберга и руководство ордена пойти на компромисс.
В итоге в сентябре 1557 г. между Ливонским орденом и Польшей был заключен официальный военный союз.Однако его условия шли вразрез с договорённостями, достигнутыми с Иваном IV на переговорах 1554 года, когда ливонцы обязались не заключать военных союзов с противниками Русского государства, что стало предпосылкой Ливонской войны.

### Во главе ордена
Успех польской партии в руководстве ордена укрепил позиции Кетлера: после возвращения из Германии он  в начале 1558 г. был назначен комтуром Феллина, являвшегося в тот период главным военным центром ордена. Он стал вторым после Фюрстенберга человеком в верхушке и приобрёл значительную поддержку среди рыцарства.

#### Начало Ливонской войны
В январе 1558 г., сославшись на невыплату ливонцами юрьевской дани, Иоанн IV  отдал русским войскам приказ совершить разведывательный рейд по Ливонии с целью побудить их к действиям. В этот период, до июля, Кетлер возглавлял гарнизон Феллина и в боевых действиях не участвовал. Напуганные успехами противника, захватившего Нарву и Дерпт, члены ордена на собрании в Валке в июле 1558 г. выдвинули Кетлера в коадъюторы Фюрстенберга. Пожилой Фюрстенберг с этого времени фактически передал бразды правления молодому соправителю. После нескольких безуспешных попыток организовать сопротивление Кетлер одержал небольшую победу над гарнизоном замка Ринген в конце 1558 г., жестоко перебив оборонявшихся и замучив воеводу Русина Игнатьева с сыном.  После этого он не решился идти на Дерпт и отступил в Ригу.
В ответ на жестокость ливонцев при осаде Рингена русские войска в январе-феврале 1559 г. провели военную акцию в Ливонии, разорив более 10 городов и замков, дойдя до Риги и пройдя всю Курляндию до прусской границы.
21 октября 1559 года Готхард фон Кетлер становится ландмейстером Тевтонского ордена в Ливонии, после того как Фюрстенберг в мае того же года сложил полномочия и вернулся в качестве комтура в Феллин. Длившееся с марта по ноябрь 1559 г. перемирие с Россией позволило Кетлеру, закрепившемуся в Ревеле, получить деньги под залог ряда земельных владений Ливонского ордена и нанять войска. Немецкие и русские источники сходятся в оценке численности рати, собранной под знамёна ордена: около 10 тысяч человек.
Одновременно он пытался дипломатическим путём получить  военную помощь у князей Священной Римской империи, правителей Польши и Швеции, но успеха не достиг. В ноябре 1559 г. он попытался отбить у русских  Дерпт, но неудачно.

#### Переход под власть Польши
31 августа 1559 года Кетлер вынужден был заключить новый союзный договор с королём польским и великим князем литовским Сигизмундом Августом и передал земли Ливонского ордена под сюзеренитет Польши и Литвы. Взамен Сигизмунд Август на стороне Ливонского Ордена вступил в Ливонскую войну с Русским государством. Польско-литовские отряды оккупировали Южную Ливонию.
В конце 1559  - начале 1560 г. русские войска продолжали совершать рейды из Дерпта. Кетлер взывал к Сигизмунду о помощи, но тот отделывался обещаниями и войск не присылал. Поскольку земли ордена были разорены и денег взять было неоткуда, не получавшие жалования ландскнехты разбредались, силы войск Кетлера таяли.  Летом 1560 г. князь А. М. Курбский (1528-1583)  захватил замок Феллин, взял в плен Фюрстенберга, а также захватил хранившиеся в замке артиллерийские орудия Ливонского ордена, в том числе 18 осадных орудий. 
К 1561 г. Ливонская конфедерация фактически перестала существовать. Король Сигизмунд  через князя  Николая Радзивилла Чёрного предложил Кетлеру включить земли ордена в состав союза Литвы и Польши. Осенью 1561 г. в Риге и Вильно на переговорах были согласованы «Условия подчинения» (Pacta subjectionis) ,  а также особые «Привилегии дворянству». Ливонию представляли Кетлер и рижский архиепископ Вильгельм Бранденбург, Литву и Польшу - князь Радзивилл. 28 ноября был подписан военно-политический союз с польским королём-католиком и великим князем литовским Сигизмундом II Августом, верховенство которого Кетлер признал по Виленской унии.
«Условия...» предусматривали секуляризацию и роспуск Ливонского ордена, большая часть земель  которого, в том числе Рига, переходила непосредственно под управление короля Сигизмунда в качестве герцогства Задвинского в составе Литвы. Меньшая часть территории была выделена в вассальное королю герцогство Курляндия и Семигалия, переходившее в наследственное родовое владение Кетлера. Сигизмунд обязался добиться освобождения Ливонии от вассальной зависимости по отношению к императору Священной Римской империи.
«Условия...» предоставляли все права польских дворян рыцарям ордена, владевшим землями на территории созданного Курляндского герцогства. «Привилегии...» закрепляли их право на земельные владения и неизменность «германского управления» в Ливонии. Поскольку многие рыцари уже приняли   протестантизм, а польский король оставался католиком, специально оговаривалась свобода вероисповедания: «Дабы оставалась священной и неприкосновенной религия, хранимая согласно евангельскому и апостольскому Писанию, Никейскому Символу и Аугсбургскому исповеданию».
5 марта 1562 года в Риге Кетлер принёс ленную присягу на верность польскому королю Сигизмунду Августу, которого представлял канцлер великий литовский и воевода виленский Николай Радзивилл «Чёрный». В присутствии рыцарей Ливонского ордена он передал князю ключи от орденских замков и печать ордена; рыцари сняли кресты и орденские мантии в знак сложения с себя духовного звания. После присяги Кетлер получил назад ключи от замков уже в качестве  вассала короля и «наместника Ливонии».
С этого времени территория ландмейстерства Тевтонского ордена в Ливонии отошла под сюзеренитет Польши.

### Курляндское герцогство
Готхард фон Кетлер стал герцогом Курляндии, а также губернатором Лифляндии. Первоначально жил в собственном замке в  Риге, однако получить над нею контроль не смог: при роспуске ордена она добилась, чтобы Сигизмунд подтвердил её статус независимого торгового города.
В 1565 году из-за невозможности исполнять соответствующие обязанности новым губернатором Лифляндии  вместо Кетлера был назначен Ян Ходкевич, и Рига перешла под польское управление.
12 марта 1566 г. Кетлер вступил в брак с дочерью герцога Мекленбургского Альбрехта VII (1486-1547) Анной (1533-1602), что упрочило политическое положение его государства. В этом браке родилось несколько детей, а старшие сыновья, Фридрих и Вильгельм, стали его наследниками и правителями Курляндии.
К началу 1570-х годов Кетлер перенёс резиденцию в орденский замок Митау. В последующих военных действиях Ливонской войны активного участия не принимал, написав миролюбивое письмо Иоанну IV. В 1577 г., во время нового похода русской армии в Ливонию, она вплотную подходила к границам Курляндии, однако на герцогство не посягала. Секретарь Кетлера Саломон Хеннинг считал  это проявлением особой «милости» царя, который будто бы написал герцогу, что «на этот раз он пощадит его Божию земельку (Gottes Ländichen) и не станет разорять ее».
5 августа 1579 года в лагере польской армии в Дисне (под Полоцком) признал свою вассальную зависимость от нового польского короля Стефана Батория.
Кетлер в последние годы стремился сохранить единство герцогства, по возможности вернуть утраченные территории, а также развивать хозяйственную жизнь.

## Кетлер как протестантский реформатор
Во время одной из поездок в германские земли комтур Динабурга посетил Виттенберг и, возможно, встретился с протестантским проповедником Ф. Меланхтоном (1497-1560), приобщившим его к своим идеям. Ранее, в 1553 или 1554 г., в Любеке он познакомился с протестантским студентом-теологом и литератором Саломоном Хеннингом (1528-1589), пригласив его к себе как личного секретаря и помощника. В 1594 году была издана «Хроника Ливонии и Курляндии» Хеннинга,  в которой подробно описаны события его службы у Кетлера.
В 1561 году Готхард фон Кетлер принял лютеранство. Понимая, что  протестантские общины не имели законного статуса и устава, что порождало беспорядок и злоупотребления, он распорядился провести визитации всех  общин, поручив это первому лютеранскому суперинтенденту, приглашённому из Саксонии, Ш. Бюлову. Проехав по стране, Бюлов признал ситуацию плачевной и в 1566 г. покинул Курляндию.
Тем не менее Кетлер в 1567 г. добился решения ландтага о выделении средств на строительство храмов и организацию церковных школ. Визитации он поручил своему секретарю Саломону Хеннингу, а затем из Вестфалии на должность суперинтенданта был приглашён Александр Эйнгорн — талантливый проповедник и  администратор. Общими усилиями они развернули  беспрецедентное строительство новых церквей, первоначально деревянных, и реставрацию сохранившихся католических.
Таким образом, к концу XVI в. в Курляндии действовало до 100 церквей, из них 70 новых. В 1567 году по приказу Кетлера началось строительство лютеранских кирх в Латгалии: Демене, Бебрене, Дигнае, Медуми, Калкунах и в имении Дидрихштейн у реки Лауцесы.  Количество пасторов выросло с 25 в 1565 г. до более чем 120 в 1600 г.: духовное образование имели прибывавшие и германских земель, местные обучались у них За время правления Кетлера в герцогстве было основано  8 школ и 8 приютов для бедных.
На основе проектов, разработанных Эйнгорном, Хеннингом и канцлером Курляндии М. фон Брунновым, Кетлер принял в 1570 г. церковные уставы, одобренные ландтагом в 1572 г. и действовавшие в Курляндии до XIX в.

## Семья
12 марта 1566 года 49-летний курляндский герцог Готхард фон Кетлер женился на 33-летней Анне Мекленбург-Гюстровской (1533—1602), дочери прусского герцога Альбрехта VII Мекленбургского (1486—1547) и Анны Бранденбургской (1507—1567).
Дети:
- Анна Кетлер (1567—1617), жена с 1586 года князя Альбрехта Радзивилла (1558—1592), 1-го ордината Клецкого
- Фридрих Кетлер (1569—1642), герцог Курляндский и Семигальский (1587—1642)
- Вильгельм Кетлер (1574—1640), герцог Курляндский и Семигальский (1587—1616)
- Елизавета Кетлер (ум. 1601), жена с 1595 года силезского князя Адама Вацлава Цешинского (1574—1618)

Скончался 17 мая 1587 года в Митаве, его сыновья Фридрих и Вильгельм стали соправителями, разделив между собой герцогство. Фридрих стал править в Курляндии, а Вильгельм получил Семигалию.
Самый выдающийся из потомков первого герцога — его внук Якоб фон Кетлер, при котором Курляндия стала заметным игроком в европейском судостроении и даже приобрела заморские колонии Тринидад и Тобаго. Мужская линия дома Кетлеров правила в Курляндии до 1737 года.